# Ya`qûb ben Layth as-Saffâr
Ya`qûb ben Layth as-Saffâr (يعقوب بن ليث صفار), ou Ya'qūb-i Layth-i Saffārī (یعقوب لیث صفاری), ou  Rādmān pūr-i Māhak (en persan : رادمان پور ماهک), né le 25 octobre 840 et mort le 5 juin 879, est le fondateur de la dynastie des Saffarides (867-1003). Durant son règne, l'État saffaride domina l'essentiel du monde iranien par la conquête de l'actuel Iran, l'Afghanistan, le Turkménistan, l'Ouzbékistan, ainsi que des parties du Pakistan et de l'Irak.

## Biographie
Ya`qûb est né en 840 dans le village de Karnin (Qarnin), à l'est de Zaranj et à l'ouest de Bost dans ce qui est désormais l'Afghanistan. Il était d'origine iranienne et modeste. Cette origine se retrouve dans le nom de l'éphémère dynastie qu'il fonda : « Saffaride » dérivant de saffâr (صفار : « le cuivre ») et se rapportant au métier initial de Ya`qûb, batteur de cuivre. Le reste de ses origines est peu connu. Plusieurs sources sunnites ont eu une attitude manifestement hostile à son égard en raison de de son opposition au calife abbasside. Comme l'explique l'historien Clifford Edmund Bosworth, plusieurs sources ont accusé Ya`qûb d'être un khāridjite, un chrétien ou encore un ismaélite. Cependant, ces allégations sont, pour la plupart, postérieures de cent ans au décès de Ya`qûb et les sources s'accordent aussi pour saluer son ascétisme.
Selon certains récits, il était, au début de sa vie, extrêmement pauvre et ne mangeait parfois que du pain et des oignons. Sa famille partit de la ville de Zaranj afin de fuir les violences entre sunnites et khāridjites. Ya`qûb entreprit donc de devenir dinandier, tandis que son frère, Amr ibn al-Layth, travailla en tant que loueur de mûles.
Ya`qûb, aux côtés de ses frères Amr, Tahir et Ali, devint ensuite un ayyarun sous l'autorité de Salih ibn al-Nadr qui dirigeait désormais la ville de Bost en opposition au calife abbasside. En 854, les ayyaruns chassèrent le gouverneur tahiride du Sistan, Ibrahim ibn al-Hudain, mais un autre chef de guerre, Dirham ibn Nasr, réussit à devenir roi du Sistan en 858. En 861, Ya`qûb renversa Dirham et s'intronisa émir.
Ya`qûb se lança ensuite dans une expansion agressive vers l'est et l'ouest. Tout d'abord, il décida de combattre les khāridjites de sa région natale, ce qui attira l'attention du calife abbasside. En 864, il mena ainsi une expédition militaire contre son ancien maître, Salih, puis fit route vers le Rukkaj et dans le Zamindawar, tuant le potentat local et réunissant un important butin. Il vainquit ensuite les Hindu Shahis, dynastie ayant régné pendant près de deux cents ans sur une partie du Pakistan et de l'Afghanistan, et conquit leur capitale, Kaboul. L'année suivante, Ya`qûb repartit en campagne contre les khāridjites du Sistan septentrional et remporta une victoire décisive, tuant leur chef Ammar ibn Yasser, et marquant ainsi le déclin du kharidjisme militant à l'est. Il est raconté qu'alors que Ya`qûb célébrait sa victoire par un banquet, un membre de sa cour fit un discours en arabe. Ya`qûb l'interrompit et lui demanda la raison pour laquelle il parlait dans une langue que son seigneur ne comprenait pas. Le secrétaire de Ya`qûb, Muhammad ibn Vasif, fit alors une qasida en persan.
En effet, Ya`qûb se réclamait de l'héritage des rois de Perse et désirait rétablir leur gloire d'antan. Il rédigea ainsi en 867 un poème à destination du calife abbaside, Al-Mu'tazz, dans lequel il déclarait posséder le Derafsh Kaviani et annonçait son intention de gouverner les nations avec.
En 870 et 871, il marcha contre les khāridjites d'Herat et les défit. Il se dirigea ensuite vers Karukh, capitale actuelle du district d'Herat, en Afghanistan, où il remporta à nouveau une victoire contre les khāridjites et leur chef, Abd al-Rahman. Toutefois, Ya`qûb gracia Abd al-Rahman et en fit un gouverneur. Dans la suite de ces conquêtes, il partit vers Ghazni, Kaboul et Barmyan, prenant ces villes des mains des Hindu Shahi, détruisant les temples bouddhistes et y nommant des gouverneurs musulmans. Ya`qûb se lança alors à la conquête du nord de l'Hindou Kouch et, en 870, contrôlait l'ensemble du Khorasan. Sa domination de la vallée du Panchir lui permit de faire frapper des pièces d'argent. Finalement, en 873, il chassa les Tahirides de leur capitale, Nishapur, et captura leur dirigeant, Muhammad ibn Tahir, ce qui le fit entrer en conflit avec le calife abbasside. Durant l'une de ces nombreuses batailles, Ya`qûb fut frappé au visage et défiguré au point qu'il ne put manger que par un tuyau pendant vingt jours.
L'ouest de l'Iran était encore à conquérir et Ya`qûb marcha avec ses troupes vers Fars. Les sources divergent cependant sur la suite des évènements mais Ya`qûb décida finalement de rebrousser chemin et de repartir vers le Sistan. Les chroniqueurs racontent que soit le gouverneur de Fars, Muhammad ibn Wasil, décida de se soumettre dès l'arrivée de Ya`qûb, soit des émissaires du calife abbasside réussirent à convaincre Ya`qûb d'abandonner son avancée vers l'ouest. Dans tous les cas, Muhammad décida finalement de se rapprocher du gouvernement de Bagdad, remettant à un représentant du calife le gouvernement et les revenus fonciers de la ville de Fars. En 874, Ya`qûb mena ses troupes dans le Tabarestan et vainquit les Alavides et leur chef Al Hasan ibn Zayd Al 'Alawî. Il leva l'impôt à Amol, la capitale du Tabarestan, puis s'en retourna.
Ya`qûb réitéra ensuite son aventure vers Fars, envahissant cette fois la province, avançant vers Istakhr et s'emparant du trésor de Muhammad. Dès que la nouvelle lui fut rapportée, Muhammad quitta le Khouzistan pour rejoindre Fars afin de faire échec à l'invasion de Ya`qûb. Les armées se rencontrèrent au lac de Bakhtegan en août 875. Si Muhammad disposait de l'avantage du nombre, la bataille qui s'ensuivit tourna en sa défaveur. Le gouverneur déchu prit alors la fuite tandis que Ya`qûb pillait ses possessions et prenait le contrôle de Fars.
En 876, le calife, par l'intermédiaire de son frère et représentant, Al-Muwaffaq, proposa à Ya`qûb le poste de gouverneur du Khorasan, du Tabarestan, de Fars, Gorgan et Rayy ainsi que sa nomination en tant que gardien de Bagdad. Le conquérant sentant que cette offre était due à la faiblesse du calife, rejeta la proposition et annonça qu'il allait avancer vers la capitale de l'empire. La proposition entraîna toutefois l'animosité des turcs de Samarra à l'égard de Ya`qûb, qui virent alors dans ce dernier une menace. Plus encore, le refus opposé au calife marqua une rupture définitive entre les Abbassides et le Saffaride. Le calife al-Mu'tamid déclara la guerre à l'émir iranien et le 7 mars 876, quitta Samarra pour Bagdad où il établit son camp et réunit son armée.
Ya`qûb traversa le Khouzistan, récoltant au passage la défection d'un ancien général abbasside, Abi'l-Saj Devdad, puis entra en Irak. Le général du calife abasside, Masrur al-Balkhi, réussit ingénieusement à ralentir la progression de l'envahisseur en inondant les terrains autour de la ville de Wasit. Néanmoins, cela n'empêcha pas l'armée saffaride de faire son entrée dans la cité le 24 mars. Ya`qûb prit ensuite la direction de la ville de Dayr al-Aqul qui se trouvait à quelques dizaines de kilomètres de Bagdad. Selon une source, Ya`qûb ne s'attendait pas à un affrontement armé avec le calife ; pariant sur la faiblesse de ce dernier, le Saffaride pensait plutôt que le calife accèderait à toutes ses exigences. Pour autant, le calife envoya son armée à la rencontre de l'envahisseur.
La bataille de Dayr al-Aqul se déroula le 8 avril 876. Au matin, Ya`qûb passa en revue son armée qui s'élevait aux alentours de dix mille hommes. En face, les Abbassides avaient réuni une force supérieure et combattait sur un terrain familier. Les Abbassides décidèrent de faire une dernière offre au Saffaride, lui intimant de déclarer sa loyauté à l'égard du calife et de repartir vers ses possessions. Le conquérant du Sistan refusa, la bataille commença.
Les combats firent rage pendant toute la journée. L'armée saffaride demeurait réticente à l'idée de combattre le calife, celui-ci restant, après tout, le dirigeant de l'oumma à laquelle tous les musulmans appartiennent. Les pertes furent nombreuses des deux côtés, chaque camp perdant plusieurs commandants. Ya`qûb fut aussi blessé bien qu'il décida de rester sur le champ de bataille. L'aube pointant, les troupes abbassides reçurent des renforts et un de leurs commandants fit une diversion, prenant l'armée saffaride à revers et incendiant les bagages ennemis. Ce fut le signe de la déroute pour l'armée saffaride qui se disloqua et prit la fuite tandis que Ya`qûb et sa garde rapprochée continuaient de combattre. Finalement, le Saffaride dut se résoudre et, comprenant sa défaite, réussit à quitter le champ de bataille avec les restes de son armée. La fuite n'en fut pas moins meurtrière, le calife ayant décidé d'inonder les terres se trouvant derrière l'armée saffaride, la retraite de celle-ci fut ralentie et de nombreux soldats s'y noyèrent en tentant d'échapper à leurs poursuivants. La défaite saffaride fut complétée par la capture des bagages et possessions de Ya`qûb ainsi que par la libération de plusieurs prisonniers qui avait été emmenés avec l'armée, parmi lesquels Muhammad ibn Tahir.
Ya`qûb se retira d'Iraq et décida de demeurer dans ses fiefs. Il s'éteignit le 5 juin 879, à la suite de coliques dont il avait refusé le traitement par ses médecins. Son frère, Amr ben Layth, lui succéda, mais l’empire saffaride ne devait pas durer longtemps, certaines principautés reprenant leur autonomie en attendant d'être bientôt soumises à l'empire ghaznévide naissant.
La postérité de Ya`qûb est relative. Si les chroniqueurs ne le dépeignent pas comme un parangon de vertu, il n'a, semble-t-il, été à l'origine d'aucun acte de cruauté particulier. Il est aussi rapporté qu'il souriait peu, étant désigné comme "l'enclume" par l'un de ses ennemis. D'après Ibn Khallikan, sa femme était une arabe originaire du Sistan, tandis que d'autres sources, tels que Ali ibn al-Athir et Al-Juzjani, établissent que Ya`qûb ne s'est jamais marié.
Le règne de Ya`qûb fut cependant significatif puisque que c'est durant celui-ci que le persan fut rétabli comme langue officielle. Il s'ensuit que Ya`qûb a obtenu en Iran une image de héros populaire revitalisant le persan dans une terre où la langue arabe s'était enracinée depuis près de deux siècles. De nombreux poètes, notamment Abu Ishaq Ibrahim Mamshadh, inventèrent aussi une généalogie au Saffaride, faisant remonter son lignage jusqu'au légendaire Chah Djamchid. Ya`qûb est, en outre, désigné comme l'un des premiers dirigeants autonomes du Khorasan depuis les conquêtes islamiques. En effet, les campagnes de Ya`qûb s'inscrivent plus globalement dans un contexte de déliquescence de l'autorité califale et de désunion du monde islamique donnant lieu à de nombreux troubles et conflits internes.
Malgré tout, les motivations ayant présidé aux conquêtes de Ya`qûb demeurent débattues. Certains y voient le combat d'un ghazi, cherchant à répandre une certaine vision de l'islam sunnite, d'autres rattachent ses conquêtes à l'affirmation d'une identité persane, tandis que d'autres encore voient plus simplement son expansion comme celle d'un guerrier ambitieux et avide de batailles. Cela étant dit, les historiens s'accordent unanimement sur l'hostilité de Ya`qûb à l'égard du califat abbasside.
Quant à la religion du fondateur de l'empire saffaride, le débat fait, ici aussi, loi. Les sources ont été rédigées postérieurement, pendant ou après la chute des Samanides, soit la dynastie qui mit fin à la domination saffaride. Aussi, le portrait qu'elles dressent est tantôt celui d'un gredin, tantôt celui d'un fervent guerrier sunnite. Néanmoins, le kharidjisme s'est aussi, plus que partout ailleurs en Iran, développé dans le Sistan et il est allégué que les Saffarides avait une certaine sympathie à l'égard des kharidjites, remportant parfois leur soutien.
L'historien Clifford Edmund Bosworth, établit que les émirs saffarides n'apparaissent pas comme ayant eu des convictions religieuses notables. A l'inverse, le vizir Nizam al-Mulk, décrivit Ya`qûb comme étant un converti à l'ismaélisme. Quant au Tarikh-i Sistan, ouvrage anonyme rédigé en persan et racontant l'histoire du Sistan des temps préislamiques jusqu'en 1062, il y est allégué que Ya`qûb aurait insulté les Abbassides de menteurs indignes de confiance, ces derniers n'hésitant pas à se retourner contre leurs soutiens et alliés.